# Indépendantisme à Londres

Carte du Grand Londres montrant les résultats du référendum sur le brexit :
Quitter l'Union européenne
Rester dans l'Union européenne

L’indépendantisme à Londres, parfois appelé en anglais Londependence, fait référence à un mouvement en faveur d'une autonomie accrue ou de la sécession urbaine du Grand Londres. Son objectif est une autonomie accrue de Londres, en tant que nouveau pays constitutif distinct de l'Angleterre au sein du Royaume-Uni, ou une indépendance pleine et entière en vue de créer une cité-État séparée du Royaume-Uni, ce dernier objectif étant perçu comme être un objectif à long terme. 

## Mouvement
Le statut de Londres au sein du Royaume-Uni a été débattu pendant plusieurs années, avec des appels réguliers à davantage d'autonomie,. Les soutiens ont fréquemment cité la population du Grand Londres comme étant supérieure à 8 millions d'habitants, son poids économique, son rôle global, sa population diverse et ses défis uniques en comparaison du reste de l'Angleterre pour justifier d'une autonomie accrue. L'idée que Londres devienne une cité-État est discutée depuis les années 1990 et a resurgit lors du référendum sur l'indépendance de l'Écosse de 2014.
Le mouvement pour une autonomie accrue ou pour la pleine souveraineté a connu un nouvel élan à la suite du référendum sur l'appartenance du Royaume-Uni à l'Union européenne en 2016, durant lequel le Royaume-Uni a voté à un peu moins de 52 % de quitter l'Union européenne en dépit du fait que la majorité de Londres a voté, à l'instar de l'Irlande du Nord et de l’Écosse, pour le maintien (à hauteur de 60 %). Ceci a mené 180 000 Londoniens à faire une pétition en ligne, à destination de Sadiq Khan, le maire de Londres, afin de demander que Londres entame un processus d'indépendance du Royaume-Uni afin de pouvoir rester dans l'Union européenne. Les soutiens de l'indépendance citent notamment le statut de Londres comme « ville mondiale », ses différences démographiques et économiques du reste du Royaume-Uni, et considèrent qu'elle pourrait devenir une cité-État tout en restant un État membre de l'Union,,,,,,,,. 
Les soutiens de l'indépendance londonienne estiment que Londres devient une cité-État de la même façon que Singapour, tout en restant dans l'UE,,. Spencer Livermore a déclaré que l'indépendance de Londres « devait être un objectif », considérant qu'une cité-État londonienne aurait un PIB deux fois supérieur à celui de Singapour. Tony Travers estime que Khan serait « dans son droit s'il déclarait que le gouvernement de Londres n'a pas voté en faveur du brexit et que la mairie considérait le gouvernement comme non opérationnel ». L'analyste Kevin Doran a déclaré que l'indépendance de Londres n'était pas seulement possible, mais inévitable « dans les 20 à 30 années à venir ».
Après le référendum de 2016, Peter John, le chef du parti travailliste pour le borough londonien de Southwark déclara que reconsidérer son futur dans le Royaume-Uni et dans l'Union européenne serait une « question légitime » pour Londres. Southwark a voté à 72 % en faveur de son maintien dans l'UE. John a également déclaré que « Londres serait le 15e État le plus peuplé de l'Union, devant l'Autriche, le Danemark et l'Irlande et que nos valeurs sont en accord avec celle de l'Europe – ouverte, confiante dans notre place dans le monde, enrichie par notre diversité et plus fort en travaillant avec nos amis et voisins qu'isolé ».
Khan admit cependant qu'une indépendance complète était irréaliste mais exigea de nouveaux pouvoirs dévolus et une nouvelle autonomie pour Londres.

## Opinion publique
Deux sondages ont été conduits auprès des Londoniens sur leur statut constitutionnel préféré.
| Date du sondage   | Institut de sondage/client | Échantillon | Statu quo (Assemblée de Londres) | Parlement londonien | Abolition de l'Assemblée | Indépendance de Londres | Indécis |
| ----------------- | -------------------------- | ----------- | -------------------------------- | ------------------- | ------------------------ | ----------------------- | ------- |
| 1–6 juillet 2016  | YouGov/Evening Standard    | 1 061       | 32 %                             | 23 %                | 7 %                      | 11 %                    | 28 %    |
| 8–13 octobre 2014 | YouGov/Evening Standard    |             | 30 %                             | 30 %                | 6 %                      | 5 %                     | 29 %    |

## Sources
- (en) Cet article est partiellement ou en totalité issu de l’article de Wikipédia en anglais intitulé « London independence » (voir la liste des auteurs).